# はけ

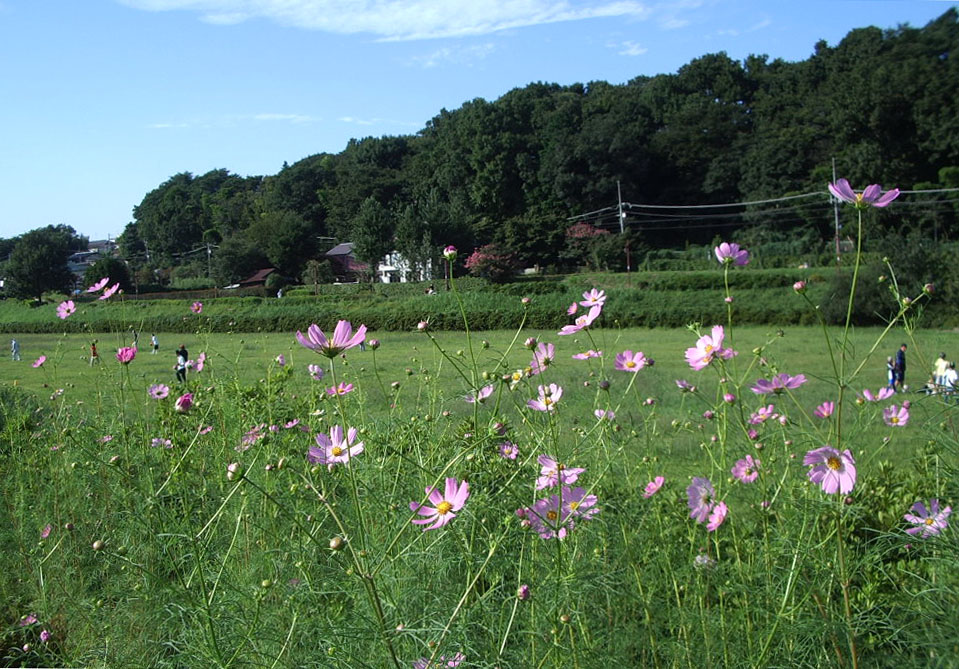
武蔵野公園から見る国分寺崖線。崖線下を縫って「はけの道」（後述）が延びる（2006年撮影、東京都小金井市）

はけ（またはハッケ、バケ、バッケ、ハゲ等）は、丘陵・山地の片岸、すなわち崖地形を指す地形名である。特定の場所を指す地名として固有名詞化している例も多く、とくに武蔵野地域に多いとされる。一方標準語において不特定の崖を「はけ」と呼ぶことは稀で、普通名詞としては「方言または古語」などとして扱われる。
なお、類語として「まま」や「のげ」、「はば」、「岨」等の字を当てる「そわ」「そば」、「はけ」と同じ子音をもつ「ほき」「ほっき」等も、崖などの険阻な地形を表す方言・古語とされる。

## 「はけ」という言葉
柳田國男は 著書『地名の研究』において、『茨城方言集覧』に「ばっけ」を「山岡などの直立せる崖」としている例などを引きつつ、「ハッケまたはハケは東国一般に岡の端の部分を表示する普通名詞である」と定義した。
同書によれば、奥州征討の旅程を記した『吾妻鏡』の次の一節などが文献上最も古い使用例だという。
さらに同書では、吉田東伍『大日本地名辞書』経由の孫引きとして大槻文彦『北海道風土記』に「国後島の大八卦、一名ノポリパッケ、島中第一の高山なり」とある旨を引用し、また永田方正『北海道蝦夷語地名解』に地名に含まれる「パケ」を「端」の意としている2例を引き、「偶然かも知れぬが」とことわりつつ、この語がアイヌ語由来である可能性を示唆している。
実際の地名は必ずしも“東国”にかぎらず、西は九州にまで及んでいる。また「ハッケ」「ハケ」のほか「バッケ」「バケ」等の音でも表れ、多種多様な漢字が当てられる（→ #地名・町丁名）。「八景」「八慶」等の字をあてて「ハッケイ」と読まれるようになってしまった例もある。また「ハゲ」も同類であるという。
これらの呼称は一般に河岸段丘の崖線・崖面や山地の崖そのものを指すほか、とくに「ハッケ」「ハケ」は「崖上の地域」「崖上の集落」を指すことも多く、そうした地名の例は全国各地に多数見られる。これに対して「峡田」「羽毛田」などと書いて「ハケタ」と読む呼称が、「ハケ下」「ハケの下」などとともに、「崖下の地域」には多く用いられている。

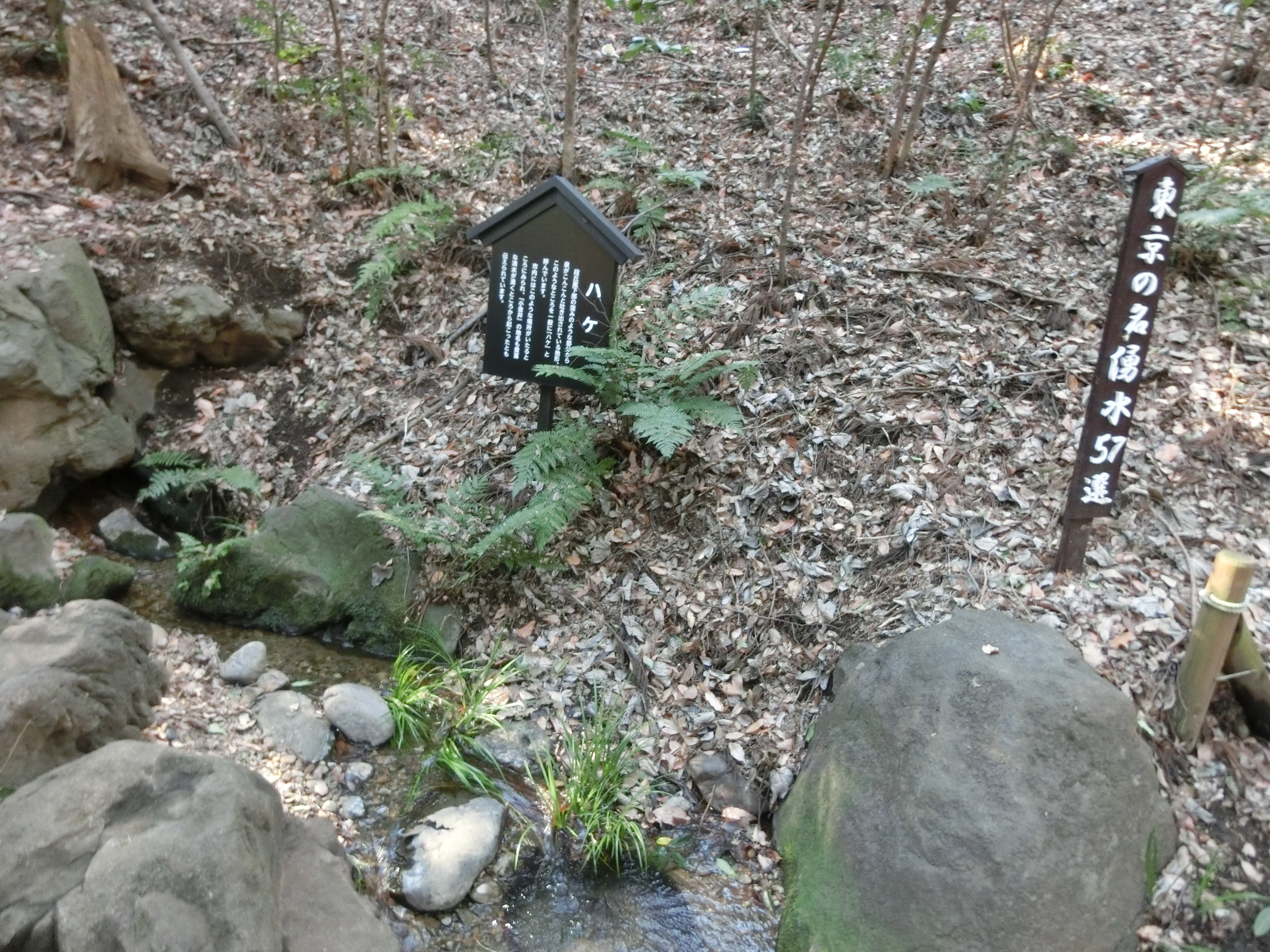
国分寺崖線下、「滄浪泉園」内にある湧水と「ハケ」の表示。都市化以前にはここに多量の水が湧いた。崖上にかけては縄文時代の住居跡などが多数発掘されている（東京都小金井市）

ただし東京都下の国分寺崖線周辺等では、「はけ」は崖線そのものではなく、崖線のところどころに刻み込まれた「斧でV字状に彫刻したような“ノッチ”（小裂け目）」を意味していたという。
この語が広く知られるきっかけとなった恋愛小説『武蔵野夫人』（大岡昇平、1950（昭和25）年）では、主人公は「はけの家」に住み、国分寺崖線の周辺を舞台として話が展開するが、冒頭近くにおいて次のように解説されている。
以上をまとめると、この言葉には ①崖を指す、②崖上の一帯を指す、③崖下の湧水窪地を指す、など多様な用法があった、ということになる。もちろん全国すべての地域ですべての用法があったと確認できるものではなく、地域ごとに意味の分化・方言化が進んでいた可能性は想定できる。
鈴木健によれば縄文時代に起源をもつ古い語彙であるという。

## 地名・町丁名
「ハケ」およびその類音を含む地名は、旧地名や通称地名も含めれば全国に無数といってよいほど存在するが、一例を下に挙げる。多くの場所は崖地や河岸段丘等の近傍だが、なかにはほとんど高低差を感じられないような場所もある。他の語源によるものでないことが証明されているわけではない。
なお、以下に示す地名において「ハケ」等を含む箇所の多くは小字（こあざ。伝統的な地名の最小区分）に該当する小地名であるが、現在では小字が廃止されていたり、地番のみで到達できるため小字はほぼ無用となっているなどで、失われた地名となってしまっているケースも多い（詳細については小字を参照）。
青森県
- 上北郡七戸町字八ケ田（はっけた） - 高瀬川沿いの河岸段丘下。
- 三戸郡五戸町八景（はっけい）

岩手県
- 盛岡市雫石町八卦（はっけ） - 雫石川沿いの河岸段丘上。
- 盛岡市中太田八卦（はっけ）
- 紫波郡紫波町北日詰八卦（はっけ）
- 奥州市前沢生母北羽毛 / 南羽毛（〜はけ） - 北上川沿いの崖線上。
- 一関市八景下（はっけいした）

秋田県
- 山本郡藤里町粕毛端家（はっけ） - 粕毛川の河岸段丘上。
- 秋田市河辺岩見八慶（はっけい） - 岩見川沿いの小崖地。
- 大仙市大字円行寺字大ハケ
- 大仙市藤木東八圭 / 西八圭（〜はっけい）
- 仙北郡美郷町金沢西根八卦（はっけ） - 横手川沿い。
- 仙北市西木町小渕野字赤ハケ
- 仙北市角館町川原八卦川原（はっけがわら）
- 由利本荘市岩谷町ハケノ下
- 由利本荘市石脇字赤冗（赤兀）（あかはげ）
- 横手市雄物川町沼館八卦（はっけ） - 雄物川沿い。
- 横手市下境八気（はっけ） - 横手川沿いの河岸段丘上。標高差は小さい。

山形県
- 酒田市赤剥（あかはげ） - 日向川沿いの崖線上下。
- 用のはげ（山形県西村山郡大江町） - 最上川沿いに高さ170mの断崖が露出。別名「明神断崖」「明神はげ」。
- 長井市泉八景（はっけい） - 最上川沿い。
- 長井市時庭波化（波華）（はけ）
- 西置賜郡白鷹町高玉八景（はげ） - 最上川に向かって河岸段丘が突き出した地域。
- 西置賜郡白鷹町十王八卦（はけ）

福島県
- 福島市飯坂町八景（はっけい）
- 福島市北沢又八計（はっけい）
- 福島市方木田前白家（まえばっけ）
- 伊達市霊山町石田場家（ばっけ）

茨城県
- 黒磯バッケ（常陸太田市） - 山肌に崖が露出。黒磯抜景とも書き、まことしやかに「“抜群の景色”の略」「“抜けるような景色”の略」などと言われることもあるが、『茨城方言集覧』（前述）にあるとおり、「山の崖」の意味であろう。
- つくば市百家（はっけ）
- 牛久市 女化町（おなばけちょう）

群馬県
- 黒岩八景（〜はっけい、利根郡みなかみ町） - 別名・黒岩溪谷。赤谷川に削り出された高さ20mを超える川崖が1kmにわたって続く。
- 利根郡昭和村川額（かわはけ） - 利根川中流部に沿う斜面地。
- 前橋市 端気町（はけまち） - 桃ノ木川（広瀬川の支流）沿いの河岸段丘上。
- 藤岡市本郷波家田（はけた） - 神流川沿いの河岸段丘下。

埼玉県

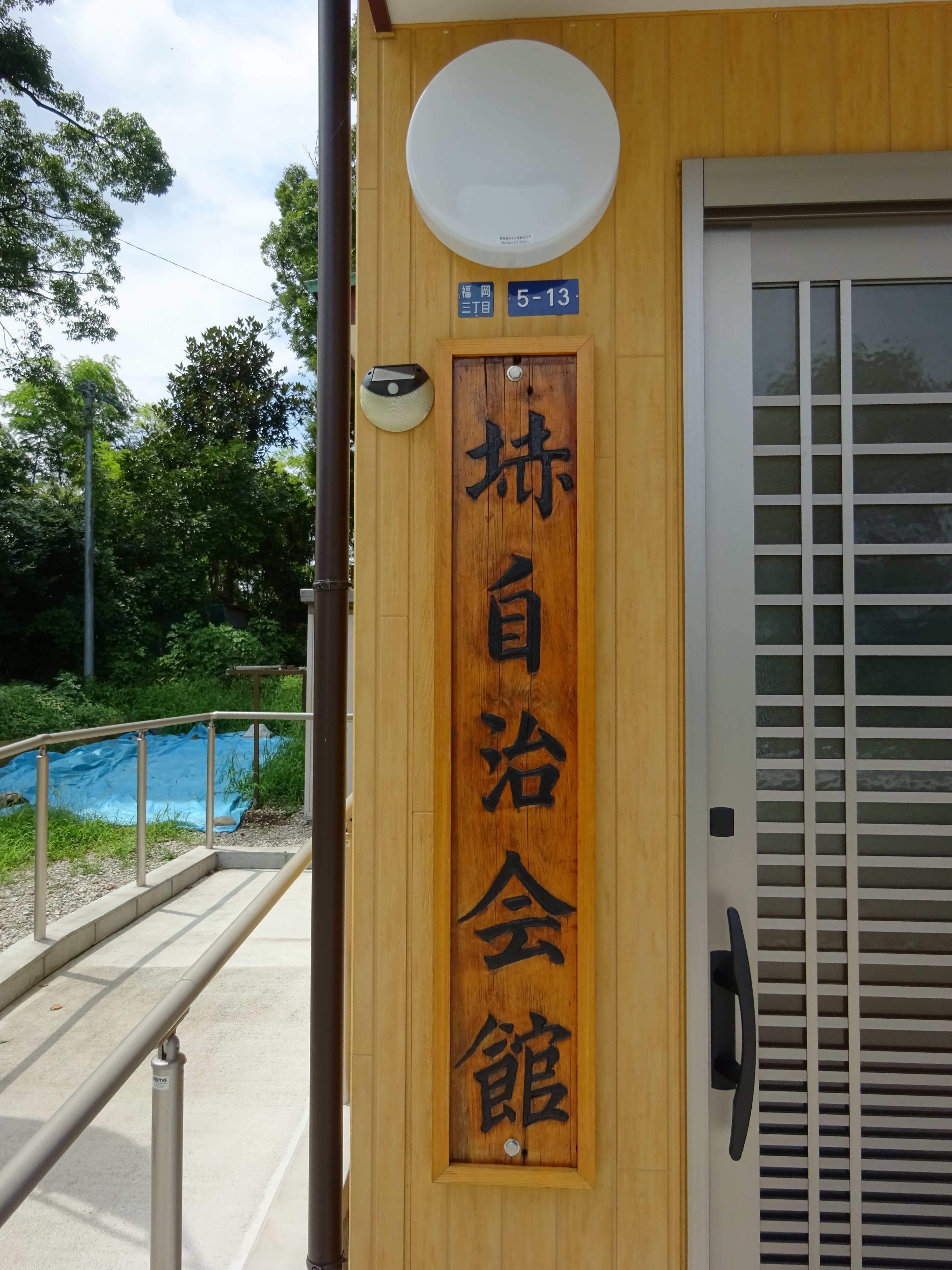
自治会名等にのみ「𡋽」（はけ）の名が残っている。新河岸川沿いの、下記「川越市大字寺尾字𡋽」から2kmほど下流にあたる地域。（埼玉県ふじみ野市 福岡）

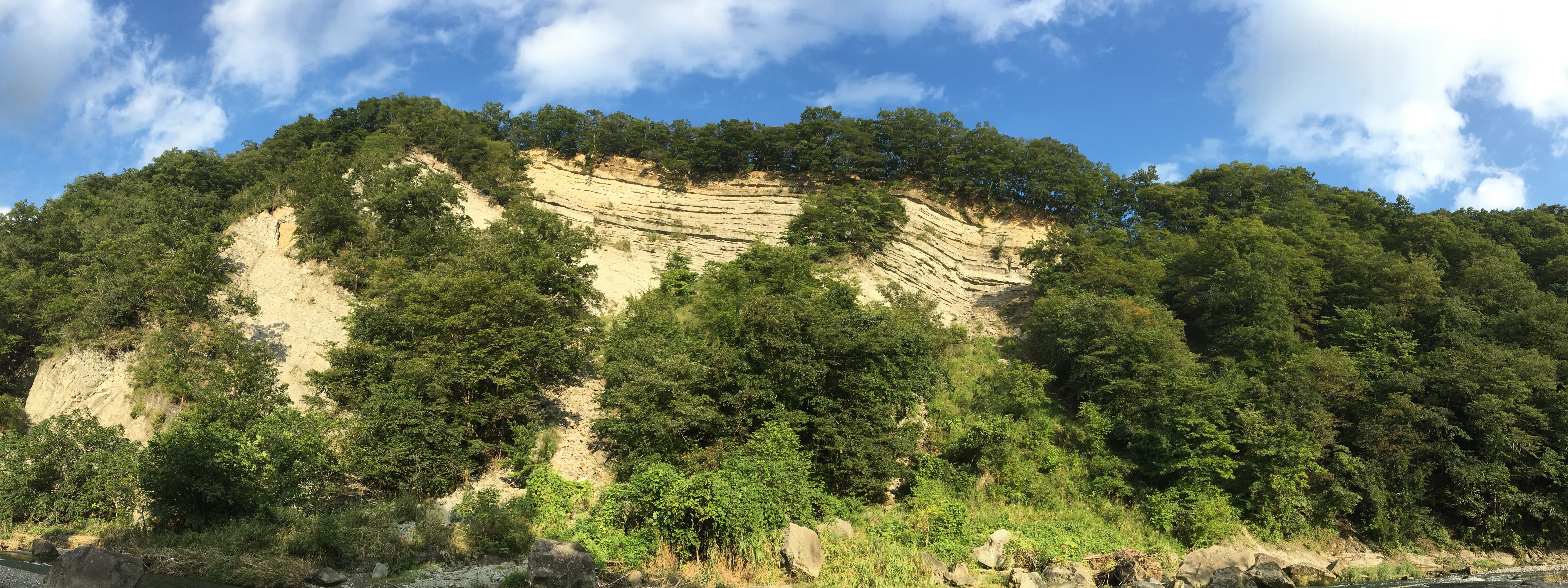
ようばけ（埼玉県秩父郡小鹿野町）

県南の一部地域では、崖・崖線地形があるとも見えないなだらかな丘陵地帯に「ハケ」（〜バケ）の名が多く見られる。また、「𡋽」「坫」「岾」「屼」「山へんに爪（以下"◆"と表記）」等の造字をあてているのも大きな特徴である。これらの字はいずれも稀少地名漢字などと通称されるもので、他で見ることはまずない。
- 川越市大字寺尾字𡋽（はけ） / 大字新宿字𡋽上・𡋽下 / 大字下赤坂字大𡋽（おおばけ）
- 狭山市大字堀兼字𡋽下
- 川越市大字砂久保字小坫（小岾）（こばけ）
- 所沢市大字坂之下字岾（はけ） / 大字南永井字大岾（おおはけ）
- 入間市大字宮寺字岾上 / 岾下 / 上岾下（かみはけした）
- 所沢市大字北秋津字屼山（はけやま） / 同屼西久保 / 大字上安松字向屼（むこうはけ）
- 赤ばっけ（所沢市 東所沢和田） - 柳瀬川沿いの崖地で、もとは赤土が露出していたとされる。旧地名は「所沢市大字下安松字赤◆」。通称地名としての「赤ばっけ」は今も使われることがある。
- ようばけ（秩父郡小鹿野町） - 赤平川沿いに地層が露出した崖で天然記念物に指定されている。
- 皆野町大字皆野字シオハケ - 上記「ようばけ」から7kmほど下流、赤平川・荒川合流地点の東岸。
- ハケの坂（朝霞市浜崎） - 崖面を斜めに上る、なだらかで長い坂道。宅地化以前には坂上の眺望地に古墳があり、峡山（はけやま）古墳と呼ばれていた。

東京都

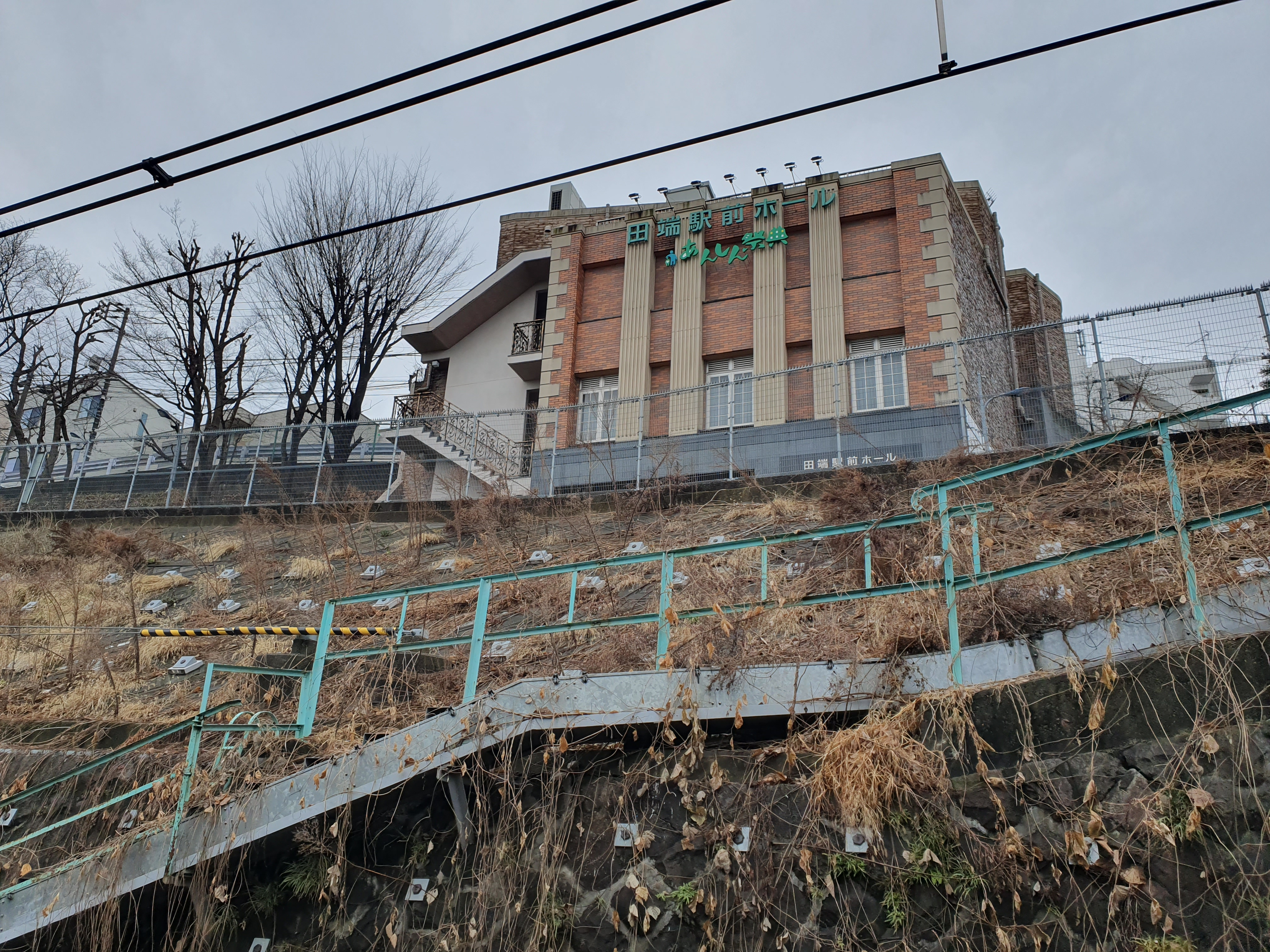
田端駅至近、旧・滝野川村田端峡附（はけつき）あたりの日暮里崖線の崖。葬祭場が建つのは中腹で、左奥に見えるガードレールの向こうが崖上の台地面。標高差は18mにおよぶ（東京都北区）

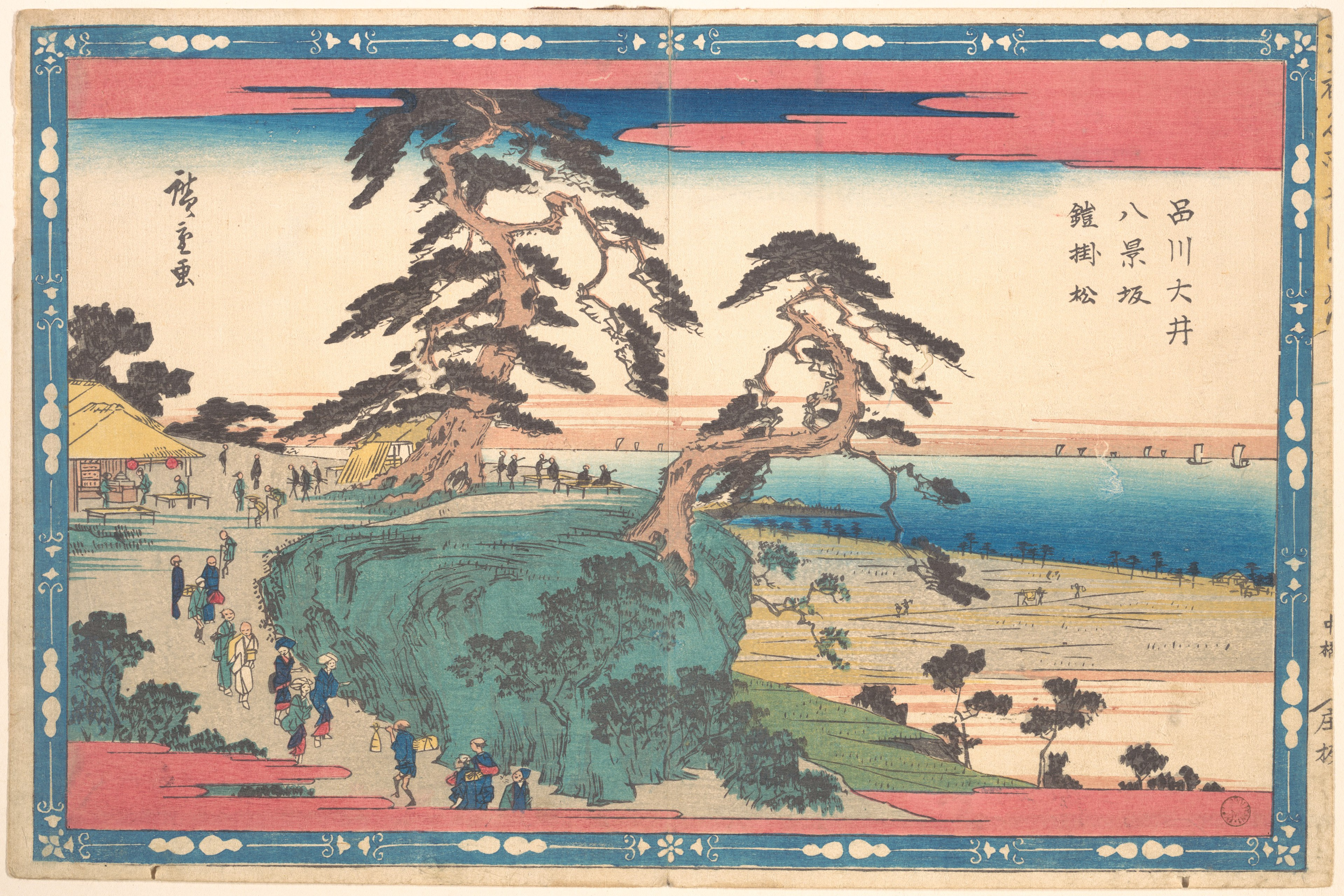
歌川広重『東都坂尽』より「品川大井八景坂鎧掛松」（しながわおおい はっけいざか よろいがけのまつ）

- 峡田領（はけたりょう） - 『新編武蔵風土記稿』等に見える広域管轄名で、その名の示すとおり荒川に沿った崖線下の農村地帯を中心として、現在の荒川区周辺および板橋区周辺の2地域に分かれて存在した。「峡田」の名は荒川区立の小学校名等に遺る。
- 北豊島郡滝野川村大字田端字峡附（はけつき） - 旧地名。田端駅至近の崖面を中心とした一帯で、現在の北区東田端の一部にあたる。なお、この崖は上野から赤羽まで直線状に連なる巨大な「日暮里崖線」の一部である。
- 八景坂（はっけいざか、大田区山王） - 大森駅西の坂道（池上通り）を指す通称地名。武蔵野台地と東の海岸低地が接する崖線にかかる位置にあり、広重の名所絵に見えるとおり、古くより崖の上下を結ぶ主要な坂道であった。なお、八景坂の名はいわゆる八景物に関連づけられることが多いが、「どう考えてみても八景一覧の地とは思われ」ず、この名はハッケまたはハケに対する「上品な当て字」であると柳田は指摘している。
- 化坂（ばけざか、目黒区八雲） - 呑川駒沢支流の西岸にあたる坂道。
- バッケの坂（新宿区中落合〜中井）- 妙正寺川沿いの坂道で、現地標識に「この地域の斜面は古くからバッケと呼ばれており、この坂は坂下のバッケが原への近道であったため、バッケの坂と呼ばれていた」とある。
- 北多摩郡調布町大字布田小島分字波毛（はけ） - 旧地名、現在の調布駅南西方の崖線上にあった集落名。
- 北多摩郡谷保村大字谷保字岨ノ下（はけのした） - 旧地名、現在の中央道国立府中インターチェンジ西方。なお、ここから1kmほど西方の青柳崖線（立川崖線系に属する一崖線）下には「ママ下湧水」と呼ばれる湧水があり、同じ河岸段丘が「はけ」「まま」2つの名で呼ばれてきたことがうかがわれる。
- 清瀬市大字清戸下宿字屼（はけ） - 旧地名。現在のUR清瀬旭が丘団地のある崖線上の一帯。所沢市内の屼山や赤◆等（前述）と同じ柳瀬川沿いの一地域。
- 西多摩郡日の出町三吉野欠上 / 欠下（はけうえ / はけした） - 平井川南岸側河岸段丘の上と下。
- 赤禿（あかっぱげ、伊豆大島） - 赤みを帯びた溶岩でできたスコリア丘の残骸で、高さ20m超の海崖となっている。

神奈川県
以下はいずれも相模川の河岸段丘に関連している。
- 八景の棚（はけのたな、相模原市 南区） - 相模川を西に望む河岸段丘上の眺望スポット。崖上沿いの道路は「はけ通り」。
- 峡の原（はけのはら、相模原市 緑区）- 橋本駅西方、河岸段丘上の平地面を指す地域名。バス停名や工業団地の名称に遺る。
- 相模原市大字下九沢字八ケ（はっけ） / 𡹐三谷（はけみたに） - 旧地名、現在の同市緑区 下九沢の一部。

新潟県
- 新潟県十日町市白羽毛（しらはけ） - 清津川沿いに白っぽい崖の露出する河岸段丘上の地域。
- 禿の高（はげのたか）（佐渡市） - 海沿いの崖。

長野県
- 東御市羽毛山（はけやま） - 遠目にも崖の目立つ千曲川沿いの山と、周辺の地域。
- 東御市滋野乙羽毛田（はけだ） - 「ハケタ」は通常崖下地名だが、ここでは千曲川沿いの河岸段丘上の地域に「ハケダ」の名が与えられている。この地域からは対岸に上記「羽毛山」がよく見え、「羽毛山の崖の下の地域」との印象は受けるが、詳細は不明。
- 南佐久郡川上村川端下（かわはけ）

高知県
- 安芸郡北川村野川羽毛（はけ）
- 土佐市波介（はげ） - 波介川から南方の山稜にかけての地域。
- 四万十市西土佐半家 （はげ）

その他の県

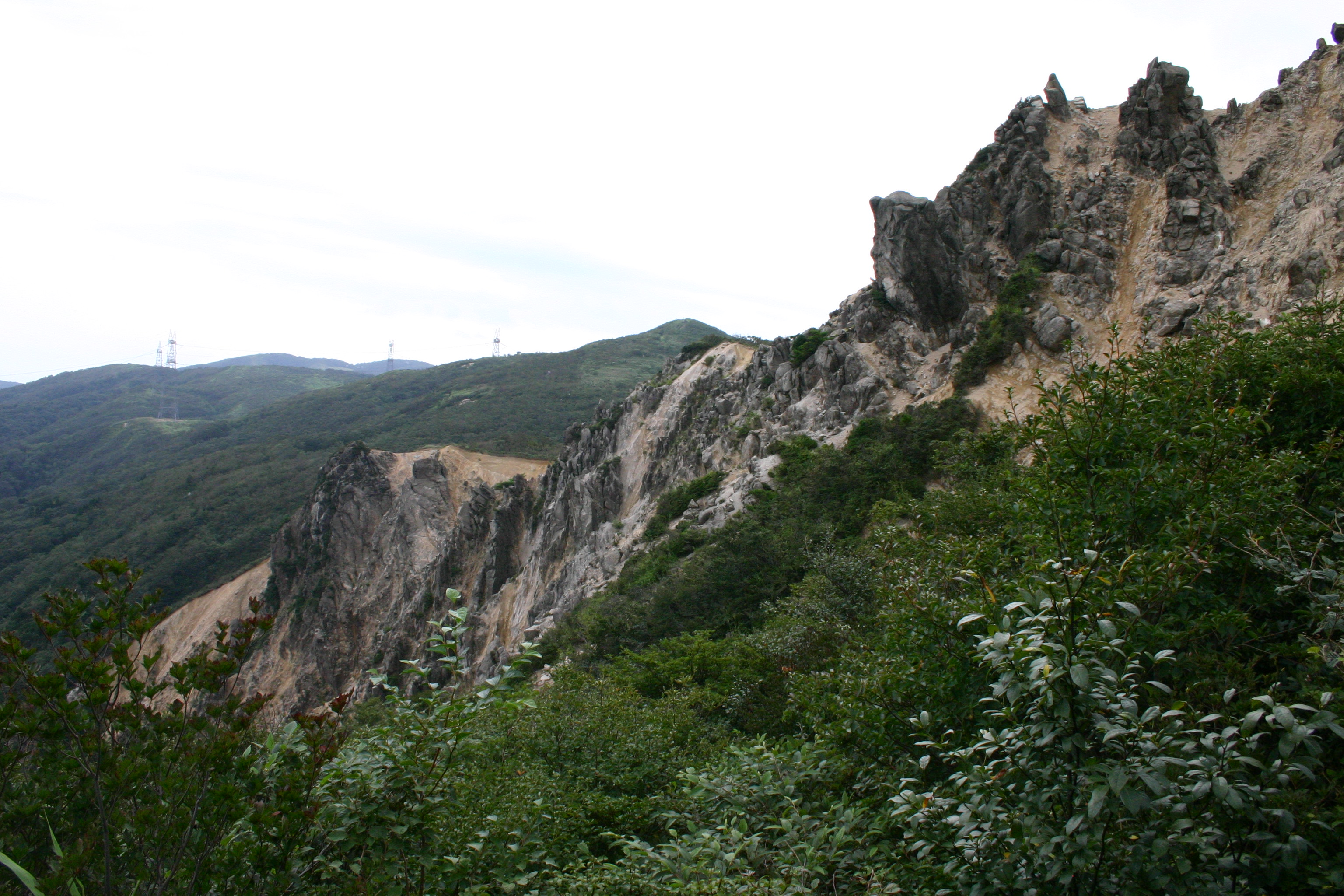
明王ノ禿（滋賀県高島市）

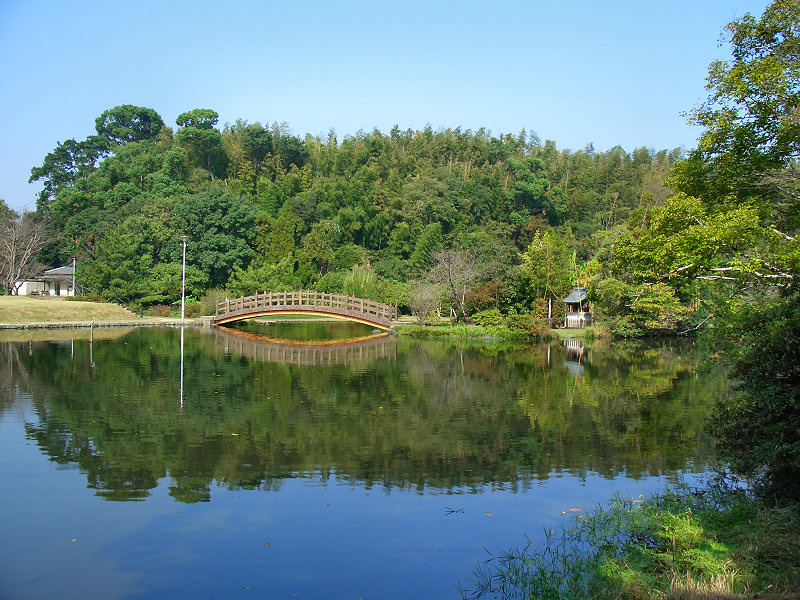
八景水谷の“はけ”と湧水池。小島にまつられた祠が見える（熊本市）

- 栃木県板荷村字川化（かわばけ） - 旧地名。現在の鹿沼市板荷、黒川沿いの一地域。
- 愛知県半田市兀山町（はげやまちょう）
- 三重県桑名市 長島町白鶏（はっけ）
- 明王ノ禿（みょうおうのはげ、滋賀県高島市）- 赤坂山稜線上にある岩塊の露出した崖地。
- 兵庫県三田市八景町（はっけいちょう）
- 島根県隠岐郡隠岐の島町大字飯田字ハケの前
- 宮崎県児湯郡高鍋町持田兀の下（はけのした） - 切原川・小丸川沿いの河岸段丘下の地域。
- 熊本県熊本市 北区八景水谷（はけのみや） - 三方を崖に囲まれた湧水池に水神をまつる「ハケの宮」。
- 長崎県長崎市八景町（はっけいまち）

## はけ道

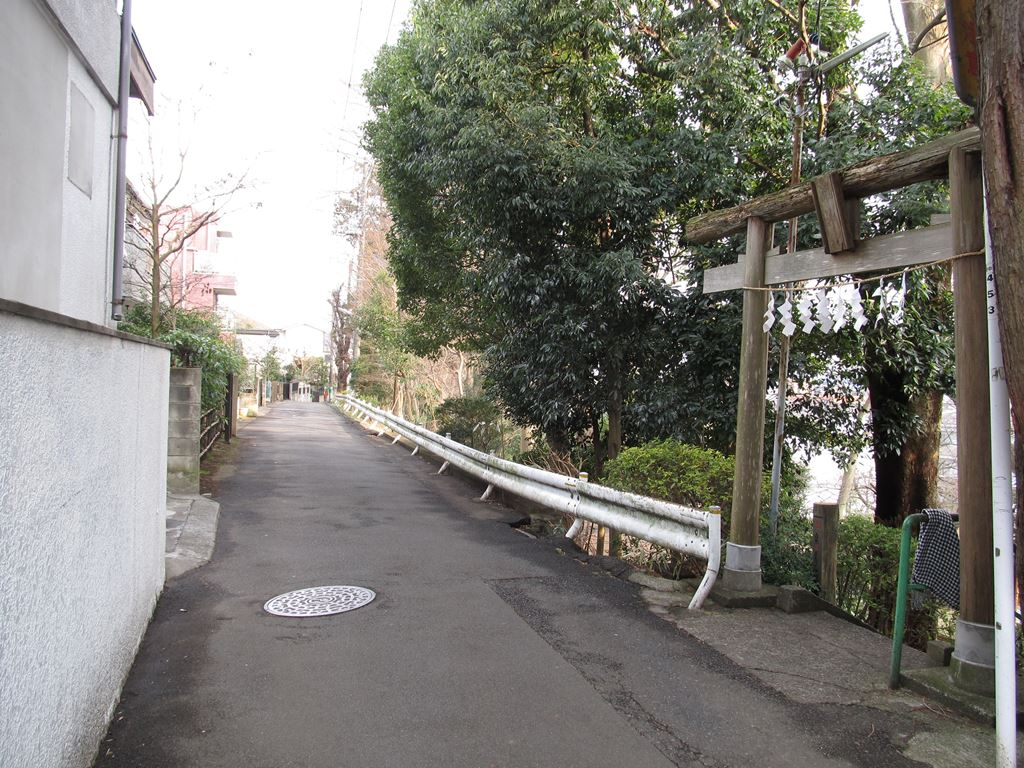
御滝道と、瀧神社へと下る鳥居（東京都府中市）

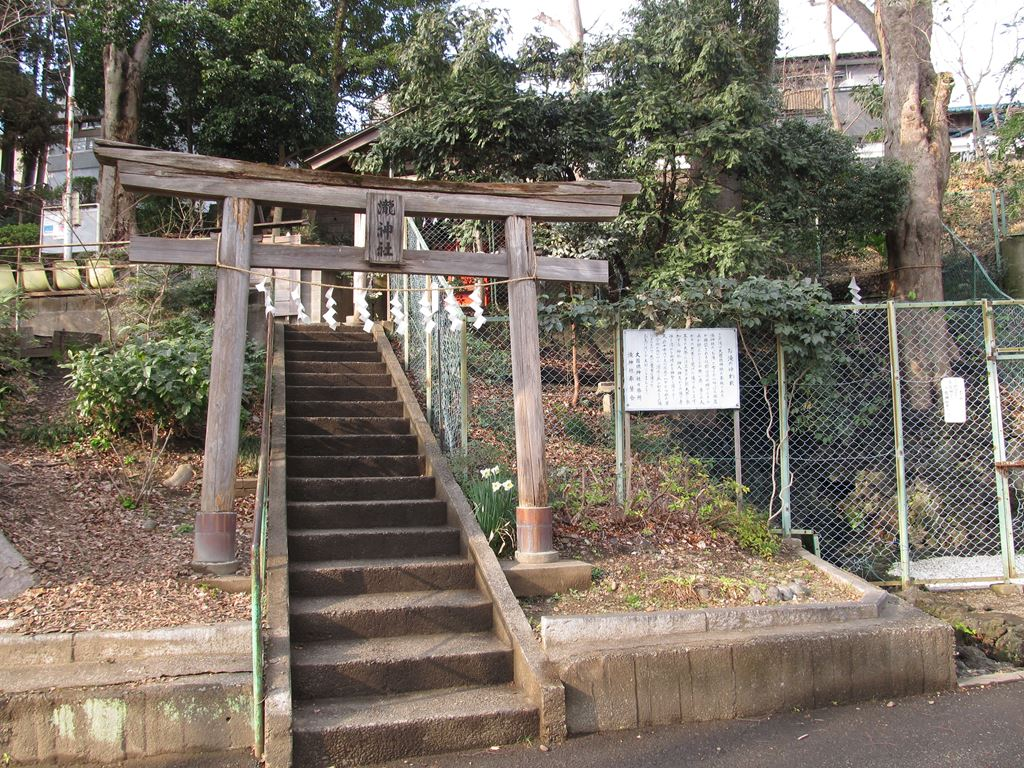
はけ下にある瀧神社の湧水（画面右）。干魃時にも決して涸れなかったという。今でも少量ながら水が湧く（東京都府中市）

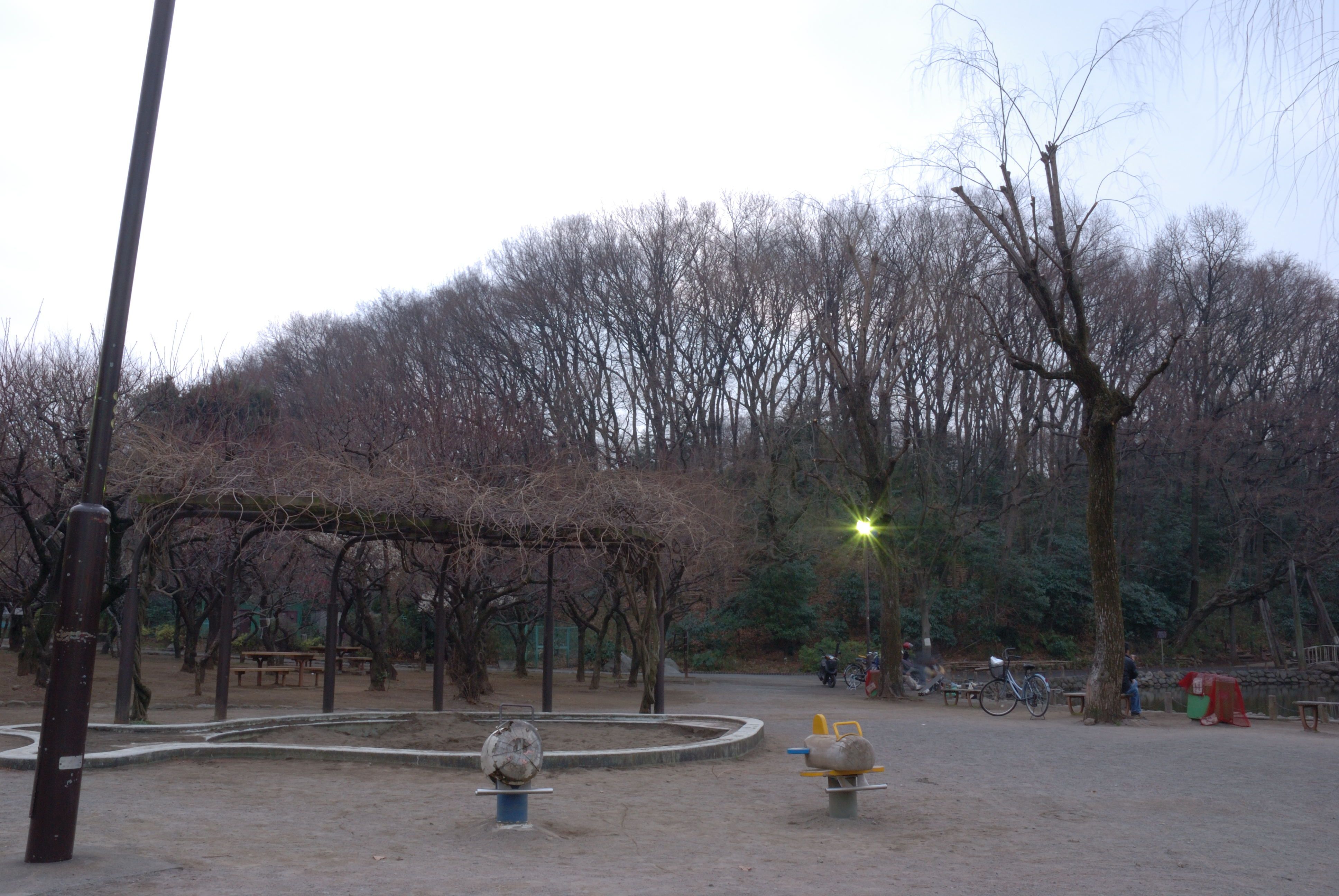
赤塚城址。板橋崖線に刻まれた小規模な舌状台地上に位置し、遠く荒川の渡し場も望めたという（東京都板橋区）

河岸段丘の崖下には水が湧くことが多く、湧水地周辺の崖上・崖下には古くから集落が発達した。後に稲作が行われるようになると湧水下の低地面は水田として利用された。
崖線沿いに多数あった集落をたがいに結ぶ生活道路は「はけ道」などと呼ばれる。現在では住宅街の中の一道路にしか見えないものが多いが、以下のように固有の名で呼ばれているものもある。
多摩川の河岸段丘に沿ったはけ道
- はけの道（東京都小金井市） - 小説『武蔵野夫人』（前述）によって戦後有名になった国分寺崖線下の道。本ページ冒頭の画像を参照。小金井市により整備が進められており、はけの森美術館などがある。近辺では崖線の上下にわたり縄文時代からの遺跡が多数発掘されている[15]。
- 崖のみち（はけのみち、東京都三鷹市） - 三鷹市によって国立天文台の西側に設置された遊歩道。もともとの生活道路ではないが、上記「はけの道」と発音が同じで紛らわしいのであわせて掲載する。「はけの道」と同様に野川の左岸側・国分寺崖線沿いに位置するが、向こうが崖下の道であるのに対してこちらは崖上の道。西側への眺望がよい。
- 御滝道・ハケタ道（東京都府中市）- 筏（いかだ）師が多摩川下流に筏を届けたあと上流方面へ帰るのに使った陸路を総じて「筏道」と呼び、河岸段丘上の台地を通る品川道を中心にいくつかの経路があったが、府中市内で立川崖線（府中崖線）の崖上を縫う道は、崖下の湧水地に建つ「瀧神社」にちなみ「御滝道」と呼ばれた[16]。また、同崖線下の低地にあたる府中市押立町のあたりでは「ハケタ道」と呼んだという[16]。
- 羽毛下通り（はけしたどおり、東京都調布市） - 立川崖線の最東部に位置し、崖下に沿って延びる道。宅地化が進んでおり崖として残っている箇所は少ないが、場所によっては高さ2〜3m程度の擁壁を見ることができる。

その他
- 峡田道（はけたみち、東京都板橋区） - 武蔵野台地の北端が荒川沿いの沖積低地（徳丸ヶ原、現在の高島平）と接する「板橋崖線」下を東西に延びる道（古称）[17]。かつては峡田領（前述）内の主要道だった。現在の赤塚公園内の遊歩道はその一部にあたる。
- ハケの道（千葉県我孫子市） - 手賀沼北岸を東西に延びる崖線下。かつてはあちこちで湧水があったという。崖線下の一帯は武者小路実篤、志賀直哉、柳宗悦など白樺派の文人が多数居を構えたことでも知られる。